# Langenlois

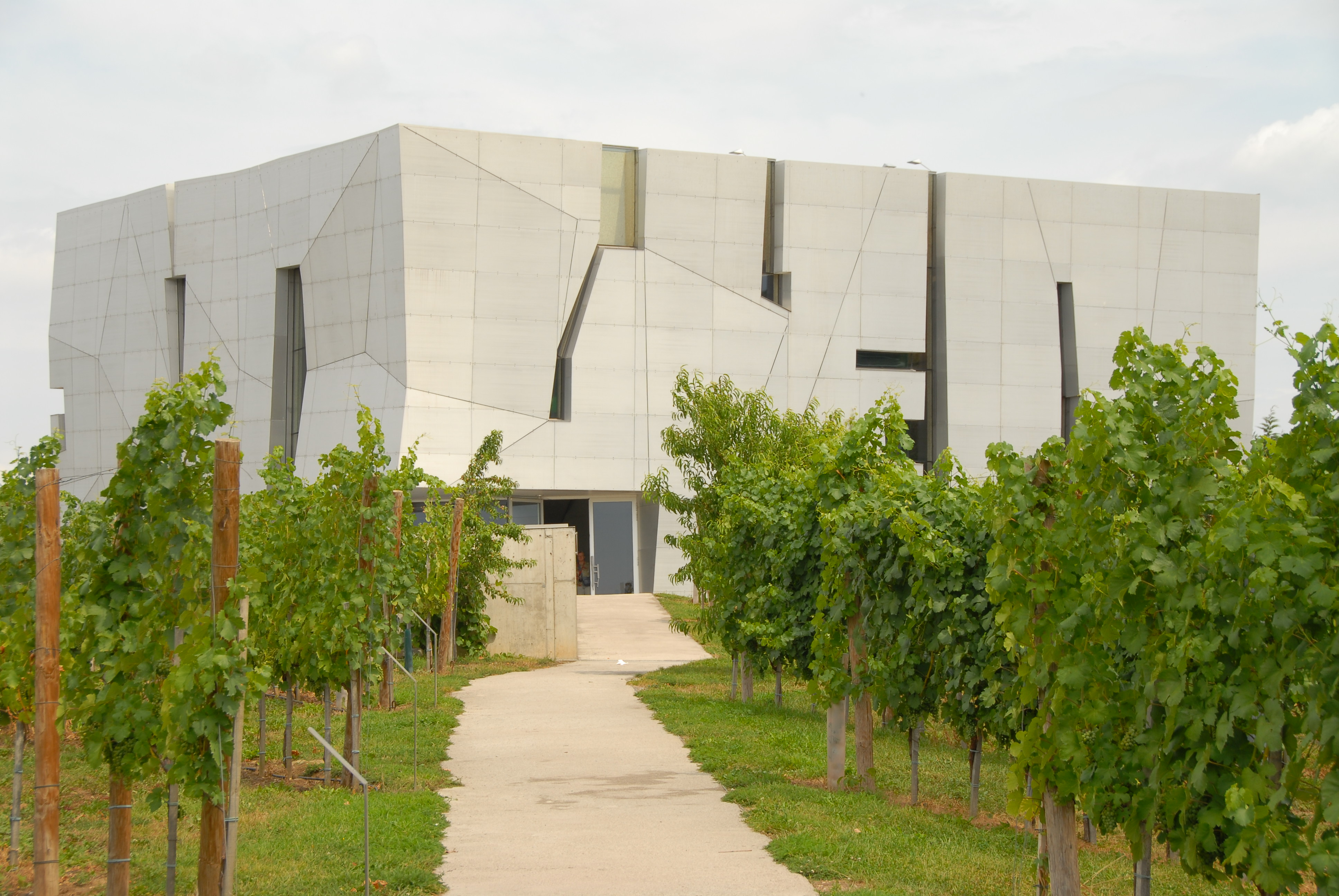
Loisium Weinzentrum.

Langenlois är en stadskommun i det österrikiska förbundslandet Niederösterreich. Staden är belägen i distriktet Krems 10 kilometer nordost om distriktshuvudorten Krems an der Donau. Vid sidan av staden Langenlois består kommunen av ytterligare sex mindre orter.

## Historia
Langenlois omnämndes för första gången 1081. År 1310 blev Langenlois köping och 1925 stad.

## Stadsbild och sevärdheter
Langenlois stadsbild präglas av många borgarhus från renässans- och barocktiden med arkadgångar och pastellfärgade arkader. Stadskyrkan och Nikolaikyrkan är båda gotiska. Även det gamla rådhuset är i sin kärna gotiskt, men byggdes om under barocktiden. På Kornplatz står en barock pestkolonn (1713). Langenlois är också känt för Loisium Weinzentrum, en byggnad ritad av den amerikanske arkitekten Steven Holl.
I orten Gobelsberg finns ett barockslott.

## Museer
- Hembygdsmuseum med fornhistoriska föremål
- Slottet Gobelsberg inhyser en filial till det österrikiska museet för folkkultur.

## Näringsliv
Langenlois näringsliv domineras av vinodling och turism.

## Kommunikationer
Langenlois ligger vid Kamptalbanan. I Langenlois ansluter väg B218 från Krems till väg B34 mot Horn.

## Orter
Kommunen består av sju orter (Ortschaften) (inom parentes invånarantal 1 januari 2024):

- Gobelsburg (793)
- Zeiselberg (162)
- Langenlois (4 777)
- Mittelberg (190)
- Reith (193)
- Schiltern (614)
- Zöbing (761)